# Escuela Militar de Cadetes General José María Córdova
La Escuela Militar de Cadetes General José María Córdova (ESMIC) es la institución militar en donde reciben formación y capacitación los futuros oficiales del Ejército Nacional de Colombia. También es una institución de educación superior, en donde los cadetes en formación realizan estudios universitarios de pregrado en diversas disciplinas. Se encuentra en la Calle 80 con Avenida Suba, en el noroccidente de la ciudad de Bogotá. 
Su misión es "formar integralmente a los futuros oficiales del Ejército como líderes comandantes de pelotón, profesionales en ciencias militares y otras disciplinas, con sólidas competencias fundamentadas en principios y valores institucionales, en función del desarrollo y la seguridad nacional".

## Historia
La Escuela Militar de Cadetes tiene como antecedentes los Colegios Militares que se fundaron después de la Independencia de Colombia a partir de 1810.

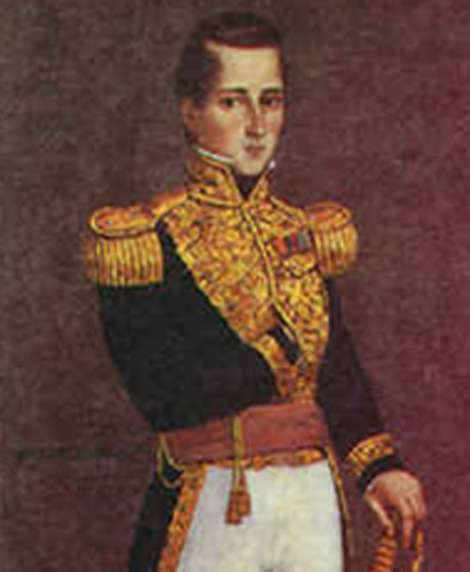
Retrato de José María Córdova.

A finales del siglo XX se cumplirían los planes de la creación de una academia militar, gracias a una misión militar chilena enviada en la década de 1900 para entrenar al ejército colombiano. La fundación de la actual escuela se realizó el 1 de junio de 1907, por el decreto 434 firmado por el presidente Rafael Reyes
El 1 de junio de 1907 se instituyó la Escuela Militar de Colombia bajo la presidencia de Rafael Reyes y estuvo bajo la dirección de los capitanes del Ejército de Chile Arturo Ahumada Bascuñán en el cargo de superintendente y Diego Guillén Santana como decano. Su primera sede fue el antiguo Convento de San Agustín, en el lugar donde actualmente se encuentra el edificio del Ministerio de Hacienda y Crédito Público. En este lugar funcionó la institución hasta 1915, cuando se trasladó al barrio San Diego, en el terreno donde funcionaba el Claustro de San Diego y en donde ahora está el Hotel Tequendama, en el Centro Internacional de Bogotá.
El 7 de agosto de 1940 se colocó la primera piedra de la sede actual de la Escuela Militar y en 1942 se trasladó a este lugar, en un lote de 70 hectáreas ubicado en la Calle 80 con Avenida Suba de Bogotá. El Decreto 2537 de 1979 le otorgó el nombre del general José María Córdova, prócer de la independencia conocido como el héroe de Ayacucho.

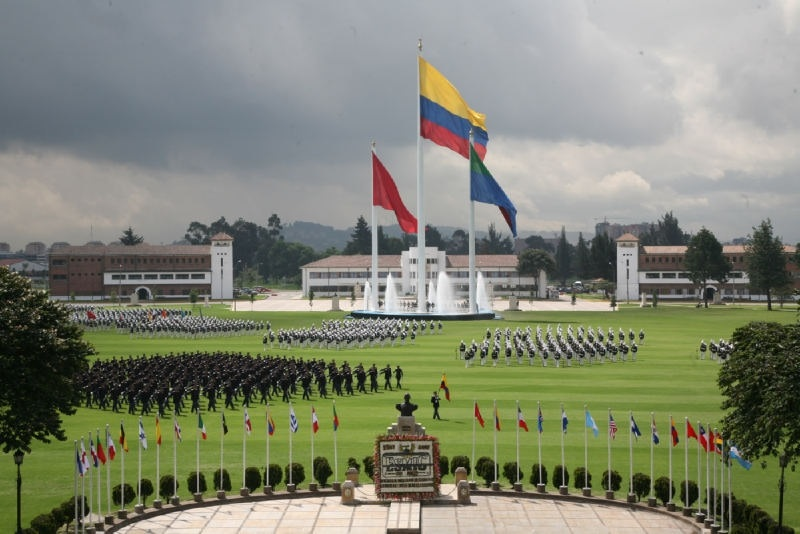
Campo de Paradas de la Escuela Militar de Cadetes.

Por medio del artículo 137 de la ley 30 del 28 de diciembre de 1992 el Ministerio de Educación Nacional inscribió a la Escuela Militar dentro del Sistema de Educación Superior, y en 1994 fue reconocida por el ICFES como una institución de educación superior.
Las instalaciones de la Escuela Militar de Cadetes fueron declaradas Inmueble de Conservación Arquitectónica a través del decreto 215 del 31 de marzo de 1997 de la Alcaldía Mayor de Bogotá y posteriormente fueron declaradas Bien de Interés Cultural a través de la resolución 752 del 30 de julio de 1998 del Ministerio de Cultura.
En 2007 se celebró el centenario de la Escuela Militar con la edición de una estampilla conmemorativa y la creación de la Medalla Militar Centenario de la Escuela Militar de Cadetes General José María Córdova. En enero de 2009 ingresaron por primera vez las mujeres al curso de formación de oficiales en la escuela, egresando la primera promoción de mujeres subtenientes en diciembre de 2012.

## Formación académica
La formación de los futuros oficiales del ejército se realiza durante cuatro años. A su incorporación en la escuela, los estudiantes reciben el grado de cadetes. Al ingresar al primer año reciben una instrucción básica militar inicial al final de la cual se realiza la entrega simbólica de una daga. Posteriormente realizan su preparación como oficiales en la que deben realizar estudios de idiomas y estudios profesionales dentro de la institución en Ciencias militares y deben seleccionar una segunda carrera profesional entre las siguientes: Administración logística, Ingeniería Civil, Derecho, Relaciones Internacionales o Educación Física Militar.
Los cadetes de último año en la escuela reciben el grado de alférez y su ascenso se representa con una ceremonia de entrega de sables.  Al finalizar su formación, el director de la escuela entrega al comandante general del Ejército a los nuevos oficiales, quienes reciben el título de subtenientes en una ceremonia oficial y los diplomas profesionales de las carreras universitarias realizadas durante su formación.

## Incorporación
El proceso de incorporación a la escuela se realiza cada seis meses, en los cuales los candidatos deben cumplir como requisitos poseer la nacionalidad colombiana de nacimiento, tener entre 16 y 21 años de edad, no presentar antecedentes penales o disciplinarios y ser bachilleres con todos los logros aprobados. Para el proceso de selección se deben diligenciar los formularios correspondientes, cartas de recomendación y adjuntar los resultados del examen del ICFES dentro de las fechas establecidas. El proceso incluye la presentación de un examen médico, una prueba psicomética, una entrevista, una visita domiciliaria y la evaluación del comité de selección.
Para la modalidad de curso extraordinario el proceso de selección está abierto para los suboficiales de grados Cabo Segundo y Cabo Tercero, egresados de un curso regular de la Escuela Militar de Suboficiales Sargento Inocencio Chincá, menores de 24 años de edad, que no posean sanciones en su folio de vida ni investigaciones vigentes y que deseen iniciar su formación como oficiales.
Adicionalmente los cursos de formación de oficiales del cuerpo administrativo se ofrecen para profesionales colombianos menores de 30 años si poseen título de pregrado y menores de 35 años si poseen título de postgrado, en algunos casos se exige experiencia profesional. Los admitidos a esta formación están obligados a realizar un curso de instrucción militar de 12 semanas. Las convocatorias para esta modalidad de formación son limitadas a un cierto número de cupos que se ofrecen por profesión, de acuerdo con requerimientos específicos de la institución.

## Directores
01 1907 Cap. Arturo Ahumada Bascuñán 
1940 - 1943 TC. Germán Ocampo Herrea 
1943 - 1944 CR. Regulo Gaitan Patiño 
1944 - 1948 TC. Miguel Ángel Hoyos 
1948 - 1949 TC. Francisco Rojas Scarpetta 
1949 CR. Hernando Herrera Galindo 
1949 - 1951 CR. Alfonso Rojas Martinez 
1951 - 1956 CR. Ivan Berrio Jaramillo  
1957 - 1959 CR. Luis Maria Gonzales Lopez 
1959 - 1960 CR. Gerardo Ayerbe Chaux 
1961 - 1962 CR. Abraham Varon Valencia 
1962 - 1965 BG. Guillermo Pinzon Caicedo
1965 - 1968 BG. Hernando Currea Cubides
1968 - 1970 BG. Jose Manuel Vargas
1970 - 1972 BG. Alvaro Valencia Tovar
1972 - 1973 BG. Jose Joaquin Matallana Bermudez
1973 - 1974 BG. Gabriel Puyana Garcia

1980 - 1981 BG. Rafael Samudio Molina
39 1983 - 1985 BG. Jaime Hernandez Lopez
40 1985 - 1988 BG. Farouk Yanine Díaz
41 1988 BG. Hernan Jose Guzman Rodriguez
42 1991 - 1992 BG. Mario Hugo Galan
43 1992 CR. Edgar Ramos Calderon
44 1992 - 1993 BG. Fernando Tapias Stahelin
45 1993 - 1994 BG. Agustin Ardila Uribe
46 1994 - 1995 BG. Ricardo Emilio Cifuentes Ordoñez
47 1995 - 1997 BG. Victor Julio Alvarez Vargas
48 1997 - 1998 BG. Rafael Morales Gómez
49 1998 CR. Oscar Enrique González Peña
50 1999 - 2000 BG. Gabriel Eduardo Contreras Ochoa
51 2001 - 2002 BG. Roberto Pizarro Martinez
52 2002 - 2003 BG. Mario Enrique Correa Zambrano
53 2003 - 2004 CR. Armando Jose Pinzon Rengifo
54 2004 - 2006 BG. Guillermo Quiñonez Quiroz
55 2006 BG. Alfredo Bocanegra Navia
56 2006 - 2008 BG. Hugo Rodriguez Duran
57 2008 - 2010 BG. Juan Carlos Salazar Salazar
58 2010 - 2011 BG. Jaime Alfonso Lasprilla Villamizar
59 2011 - 2012 CR. Juan Manuel Padilla Cepeda
60 2013 - 2015 BG. Jorge Arturo Salgado Restrepo
61 2015 - 2017 BG. Eduardo Enrique Zapateiro Altamiranda
62 2017 - 2019 BG. Juvenal Diaz Mateus
63 2019 - 2020 BG. Álvaro Vicente Pérez Durán
64 2020 - 2021 BG. Arnulfo Traslaviña Sachica
65 2021 - 2022 BG. Giovanni Valencia Hurtado
66 2022 - 2024 BG. Luis Fernando Salgado Romero
67 2025 BG. Milton Cesar Escobar Gallego (Actual)